# Grodzisko (przystanek kolejowy)
Grodzisko – nieczynny przystanek kolejowy w Grodzisku, w województwie małopolskim, w Polsce. Znajduje się tu 1 peron.